# 武田あやな
武田 あやな（たけだ あやな、1995年4月7日 - ）は、日本の女性ファッションモデルであり、『JELLY』の専属モデルである。
東京都出身。過去、スターレイプロダクションに所属していた。2020年4月15日現在無所属。

## 経歴
2014年、雑誌『Ranzuki』2014年7月号から同誌専属モデルとなる。
2016年4月になぎさデジナーレが選ぶ初代なぎさイメージガールとなり、同年10月からぶんか社発刊雑誌の『JELLY』専属モデルとなる。

## 人物
父親が日本人で、母親がフィリピン人。
同い年の松元絵里花と仲が良く、同い年でありながら"妹"と称されている。

## 出演

### 広告
- 2016 なぎさイメージガール

### パチスロ
- ラブ嬢2（2019年、オリンピア）CLUB LUXEのキャバ嬢・あやな役[10][11]

## 書籍

### 雑誌連載
- Ranzuki（2014年7月号[3] - 、主婦の友社） - 専属モデル
- JELLY（2016年12月号 - ）

## 作品

### イメージビデオ
- あやなん日和（2018年3月23日、竹書房）[12]